# Université libanaise internationale en Mauritanie
Die Université libanaise internationale en Mauritanie (arabisch الجامعة اللبنانية الدولية في موريتانيا, DMG al-Ǧāmiʿa al-lubnāniyya ad-duwaliyya fī Mūrītāniyā, englisch Lebanese International University of Mauritania, LIU-Mr, dt.: „Libanesische internationale Universität in Mauretanien“) ist eine private Universität in Nouakchott, der Hauptstadt Mauretaniens.

## Geschichte
Die Universität ist eine Gründung der Université Internationale Libanaise (الجامعة اللبنانية الدولية). Das erste Semester begann im Oktober 2008.

## Organisation
Die Universität besteht aus fünf Fakultäten und zwei Schulungs-Zentren: 
- Faculté des Arts et Sciences (Fakultät für Geistes- und Naturwissenschaften)
- Faculté d’Ingénierie (Fakultät für Ingenieurwissenschaften)
- Faculté d’Éducation et Sciences Humaines (Fakultät für Erziehungswissenschaften und Humanwissenschaften)
- Faculté de Gestion d’Affaires et de Droit (Fakultät für Betriebswirtschaft und Recht)
- Faculté de Pharmacie (Fakultät für Pharmazie)
- Centre d’Enseignement des Langues et de l’Informatique (Zentrum für Sprach- und Informatikdidaktik)
- Centre de Formation Continue et des Études Stratégiques (Zentrum für Weiterbildung und strategische Studien)